# بئر الهشم (الرقة)
بئر الهشم قرية سورية تتبع ناحية مركز الرقة في منطقة مركز الرقة في محافظة الرقة. بلغ عدد سكانها 79 نسمة في عام 2004 حسب إحصاء المكتب المركزي للإحصاء.
بئر الهشم تقع في الجهة الشمالية لمحافظة الرقة، وتبعد عنها حوالي 10 كم.